# Haplolambda
Haplolambda (лат.) — род вымерших млекопитающих из семейства Barylambdidae подотряда пантодонтов. Ископаемые остатки Haplolambda найдены в палеоценовых отложениях на территории Евразии и Северной Америки (Китай и США).

## Внешний вид и строение
Эти животные, видимо, были размером с крупного барана и обладали довольно массивным телосложением; размер был близок к размеру Pantolambda, но телосложением они напоминали Barylambda. Череп был относительно мал по отношению к телу; ноги мощные и сильные, с пятью пальцами с приплюснутыми и широкими копытами. По сравнению с очень похожим Barylambda, Haplolambda отличались главным образом меньшим размером и немного более лёгким телосложением, а также некоторыми характеристиками зубной системы: клыки гораздо меньше, как и верхние и нижние третьи маляры.

## Описание и эволюционные связи
Род был впервые описан Паттерсоном в 1939 году на основе передней части хорошо сохранившегося скелета, найденного в долине Плато в Колорадо. Типовой вид Haplolambda quinni.
Haplolambda — довольно прогрессивный представитель пантодонтов, группы архаичных млекопитающих, которые возникли в палеоцене и заняли различные экологические ниши, оставшиеся вакантными после вымирания в меловом / палеоценовом периоде. В частности, Haplolambda является представителем семейства Barylambdidae, группы пантодонтов среднего размера; возможно, Haplolambda являются промежуточной формой между более архаичными пантодонтами и более прогрессивными (и более крупными) Barylambda.

## Классификация
По данным сайта Paleobiology Database, на декабрь 2021 года в род включают 3 вымерших вида:
- Haplolambda planicanina (Flerov, 1952)
- Haplolambda quinni Patterson, 1939typus
- Haplolambda simpsoni Miller, 1986